# سيد أمير علي
سيد أمير علي (1265 - 1347 هـ / 1849 - 1928م) هو مؤرخ هندي، عالم بالعربية والفارسية. ينحدر من إقليم أود حيث انتقل والده واستقر في رئاسة البنغال. كان قائدًا سياسيًا بارزًا، ومؤلفًا لعدد من الكتب المؤثرة في التاريخ الإسلامي والتطور الحديث للإسلام، والذي يُنسب إليه الفضل في إسهاماته في قانون الهند، وخاصة قانون الأحوال الشخصية الإسلامي، فضلاً عن تطور الفلسفة السياسية للمسلمين، خلال الراج البريطاني. كان أحد الموقعين على عريضة 1906 إلى نائب الملك، وبالتالي كان عضوًا مؤسسًا في رابطة مسلمي عموم الهند. لعب دورًا رئيسيًا في تأمين ناخبين منفصلين للمسلمين في جنوب آسيا وتعزيز قضية حركة الخلافة.
ولد في أوهان من إقليم أود في الهند وتوفي بإنگلتره. من آثاره: «روح الإسلام» (نقله إلى العربية عفيف البعلبكي) و«مختصر تاريخ المسلمين» و«مكانة المرأة في التشريع الإسلامي»، وكلها بالإنگليزية.

## الخلفية العائلية
ولد في 6 أبريل 1849، قرب نهاية إمبراطورية المغول في الهند، في كوتاك في أوديشا باعتباره الرابع من بين خمسة أبناء لسيد سعدات علي. نقل والده العائلة إلى كلكتا، ثم إلى تشينسورا حيث استقروا بشكل دائم. استفادت عائلته من التسهيلات التعليمية التي توفرها الحكومة البريطانية ولكن المجتمع المسلم تجنبها. بمساعدة أساتذته البريطانيين وبدعم من العديد من المنح الدراسية التنافسية، حقق نتائج امتحانات متميزة، وتخرج من جامعة كلكتا عام 1867، وحصل على درجة الماجستير مع مرتبة الشرف في التاريخ عام 1868. بدأ ممارسة المحاماة في كلكتا. بحلول هذا الوقت، كان بالفعل أحد المسلمين القلائل المتميزين من جيله.

## الحياة السياسية
بعد انتقاله إلى لندن، حيث أقام بين عامي 1869 و1873، انضم إلى المعبد الداخلي (الجمعيات المهنية للمحامين والقضاة) وأجرى اتصالات مع بعض الناس في لندن. لقد استوعب تأثير الليبرالية المعاصرة. كان لديه اتصالات مع جميع الإداريين المعنيين تقريبًا بالهند ومع الليبراليين الإنجليز البارزين مثل جون برايت وفوسيتس وهنري (1831-1898) وزوجته ميليسينت فوسيت (1847-1929).)
استأنف سيد أمير علي ممارسته القانونية في محكمة كلكتا العليا عند عودته إلى الهند عام 1873. في العام التالي، تم انتخابه زميلًا في جامعة كلكتا وكذلك تم تعيينه محاضرًا في الشريعة الإسلامية في كلية الرئاسة، كلكتا. في عام 1878، تم تعيينه كعضو في المجلس التشريعي البنغال. عاد إلى إنجلترا عام 1880 لمدة عام واحد.
أصبح أستاذاً للقانون في جامعة كلكتا عام 1881. في عام 1883، تم ترشيحه لعضوية مجلس الحاكم العام. في عام 1890 تم تعيينه قاضيا في محكمة كلكتا العليا. في وقت سابق كان قد أسس المنظمة السياسية، الرابطة الوطنية المركزية محمدان، في كلكتا في عام 1877. انتشرت هذه الجمعية لاحقًا في جميع أنحاء البلاد مع 34 فرعًا من تشيناي إلى كراتشي. هذا جعله أول زعيم مسلم يطبق الحاجة إلى مثل هذه المنظمة بسبب الاعتقاد بأن الجهود الموجهة من خلال منظمة ستكون أكثر فعالية من تلك التي تنشأ من قائد فردي. لعبت الجمعية دوراً هاماً في تحديث المسلمين وإثارة وعيهم السياسي. ارتبط بها لأكثر من 25 عامًا، وعمل من أجل النهوض السياسي للمسلمين. أصبح سيد أمير علي ثاني هندي يشغل منصب عضو القانون في حكومة الهند، حيث تولى هذا المنصب بعد استقالة ساتيندرا ب. سينها في نوفمبر 1910.

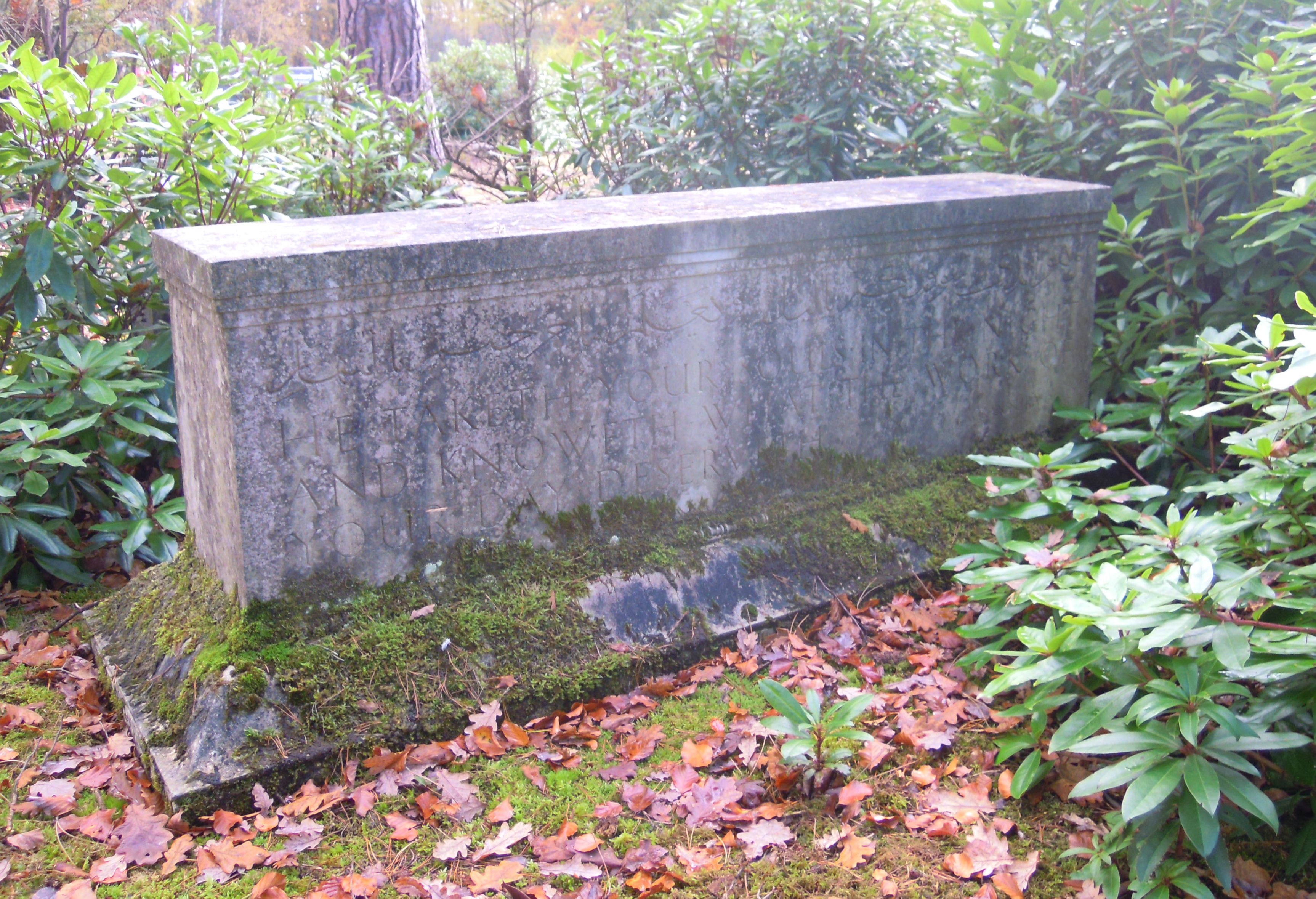
قبر سيد أمير علي في مقبرة بروكوود

أسس سيد أمير علي رابطة مسلمي لندن عام 1908. كانت هذه المنظمة هيئة مستقلة وليست فرعا لرابطة مسلمي الهند. في عام 1909، أصبح أول هندي يجلس كعضو في اللجنة القضائية لمجلس الملكة الخاص الذي كان يعمل فيه حتى وفاته في عام 1928. عند تعيينه في مجلس الملكة الخاص، أصبح من حقه أن يُخاطب بصفته الرايت أونرابل.
في عام 1908، كان عضوًا استشاريًا في معرض الفن والحياة المحمدية في تركيا وبلاد فارس ومصر والمغرب والهند الذي أقيم في غاليري وايت تشابل. أقيم معرض الخريف في الفترة من 23 أكتوبر إلى 6 ديسمبر. كان يوم الافتتاح للجمهور يوم 27 رمضان.
في عام 1910، شارك رسميًا في تأسيس صندوق مسجد لندن، جنبًا إلى جنب مع مجموعة من المسلمين البريطانيين البارزين، لتمويل بناء أول مسجد في العاصمة: مسجد شرق لندن، وهو اليوم أحد أكبر المساجد في أوروبا. تم الآن توسيع مجال أنشطته وأصبح يمثل رفاهية المسلمين في جميع أنحاء العالم. لعب دورًا مهمًا في تأمين ناخبين منفصلين للمسلمين في جنوب آسيا وتعزيز قضية حركة الخلافة.
تقاعد من محكمة البنغال العليا عام 1904 وقرر الاستقرار مع زوجته الإنجليزية (إيزابيل إيدا كونستام) في إنجلترا حيث كان معزولًا إلى حد ما عن التيار الرئيسي للحياة السياسية الإسلامية. عُرف طوال حياته المهنية بأنه فقيه وعالم إسلامي معروف. توفي في 4 أغسطس 1928 في ساسكس ودفن في مقبرة بروكوود.

## المعتقدات الشخصية
يعتقد سيد أمير علي أن المسلمين كأمة مضطهدة يمكن أن يستفيدوا أكثر من الولاء للبريطانيين بدلاً من أي معارضة لهم. لهذا السبب دعا أتباعه إلى تكريس طاقتهم واهتمامهم لنشر تعليم اللغة الإنجليزية بين المسلمين. وقد عُرف هذا التصور والنشاط الناشط باسم حركة عليكرة.

## آراء وإرث
ينتمي سيد أمير علي إلى ذلك الجيل من المسلمين الهنود الذين حاولوا الدفاع عن دينهم الإسلام، في وقت كانت فيه إمبراطورية المغول قد انهارت مؤخرًا فقط في عام 1857 وكان المسلمون عمومًا غير مفضلين للحكام البريطانيين. كانت البيئة السائدة بشكل عام معادية للإسلام والمسلمين. لهذا السبب، قد يبدو لبعض الناس اعتذاريًا إلى حد ما في روايته للتاريخ الإسلامي. مثل بعض المؤلفين الآخرين في ذلك الوقت، حاول إظهار أن الإسلام دين عقلاني. في ذلك الوقت، كان يتم نشر القليل جدًا عن الإسلام وهو أمر إيجابي. خلقت أعماله شعوراً بالأمل لدى الشباب المسلم وقدمت شعوراً بالسياق التاريخي الذي تشتد الحاجة إليه في الهند البريطانية المستعمرة.

## التكريم والتقدير
توجد قاعة شهيرة جدًا في جامعة راجشاهي ثاني أكبر جامعة في بنغلاديش والتي سميت على شرفه بقاعة «سيد أمير علي». تقديراً لخدماته، أصدرت دائرة البريد الباكستاني طابع بريد تذكاري في عام 1990 لتكريمه في سلسلة «رواد الحرية».

## روابط خارجية
- سيد أمير علي على موقع الموسوعة البريطانية (الإنجليزية)